# Adobe InDesign
Adobe InDesign (ID) es una aplicación para la composición digital de páginas desarrollada por la compañía Adobe Systems y dirigida a maquetadores profesionales. Presentada en 1999, su objetivo era constituirse en la alternativa a QuarkXPress (QXP), de Quark Inc., que desde hacía doce años venía ejerciendo el monopolio de facto en la composición profesional de páginas.

## Historia

### Orígenes
Entre los analistas llamaba la atención el hecho de que Adobe, impulsor de la tipografía digital, inventor del PostScript y líder indiscutible de las aplicaciones de creación gráfica Adobe Illustrator® y Adobe Photoshop, no pudiera ofrecer una solución global de diseño gráfico al no contar en su catálogo con la herramienta que debería aglutinar a las demás, es decir, una aplicación de composición de páginas.
Esa situación empezó a cambiar en 1994: unos meses antes de absorber a FrameTechnology y su FrameMaker (FM), Adobe Systems llegó a un acuerdo de fusión con Aldus, editor del Aldus PageMaker (PM). La operación incluía, además del propio PM, el formato de archivo gráfico TIFF, el programa de animación AfterEffects y aplicación de edición de video Premiere, entre otros. Pero la razón de fondo de la operación era Shuksan, que en San José rebautizaron como  K2, el germen de lo que después sería InDesign.

### Transformaciones

#### Entrada en escena
Tras una intensa campaña de marketing, en 1999 Adobe presentó al mundo de las artes gráficas su flamante producto InDesign, «el nuevo estándar de la maquetación profesional para el próximo milenio». Y efectivamente, un primer análisis descubría innovaciones espectaculares, como la arquitectura modular extensible, transparencias, sombras paralelas o un nuevo modo de composición multilínea; además disponía frente a su rival de un comando Deshacer ilimitado, una utilidad fundamental en la fase creativa. Sin embargo, tanto la primera versión 1.0, como su inmediata revisión, la 1.5, encontraron dificultades para captar usuarios.
Con apenas una semana de diferencia, en febrero de 2002 aparecen QXP 5.0 e ID 2.0. Los análisis comparativos  Archivado el 18 de junio de 2008 en Wayback Machine. demuestran que, mientras el primero domina las áreas de administración del color y gestiona mejor la reutilización hacia HTML y XML, el segundo gana en los apartados de control tipográfico, manejo de imágenes, herramientas de diseño, productividad, generación de tablas, exportación a PDF y salida impresa. Además, para los usuarios de Macintosh, InDesign se ejecuta en modo nativo para el nuevo sistema de Apple basado en Unix Mac OS X.
InDesign en la actualidad (2021) no es solo una aplicación orientada a la maquetación o trabajo editorial, desde hace ya varias versiones ha incorporado herramientas para crear archivos multimedia, pdf interactivos, para páginas web y dispositivos móviles. Con esto el programa se mantiene tan vigente como cuando apareció en el mercado el año 1999 y que además evoluciona hacia distintas plataformas.

#### Consolidación
Cuando el sector esperaba la versión 3, Adobe sorprende al mercado al presentarla incluida en un paquete completo de software de diseño que es bautizado como Creative Suite (CS) y que puede adquirirse a un precio equivalente en conjunto al de la aplicación de Quark en solitario. Y apenas año y medio después aparece la CS2. La “táctica de envolvimiento” da buenos resultados a Adobe y le permite ocupar el escritorio de multitud de diseñadores, agencias de comunicación y revistas mensuales.
Aunque el fabricante californiano recibe críticas por la difícil compatibilidad hacia atrás de los sucesivos formatos de fichero, en resumidas cuentas se puede decir que su apuesta por K2 cristaliza en un producto innovador que logra en cierto modo devolver el control creativo del profesional: 
- Minimiza las idas y venidas a otras aplicaciones.
- Destaca por su manejo sencillo e intuitivo, y a la vez por su versatilidad.
- Brinda una libertad creativa sin precedentes.
- Muestra en general un comportamiento estable y seguro (rara vez se pierde un trabajo por bloqueo del equipo).
- Gracias a su arquitectura abierta, escalable y orientada a objetos, permite integrar fácilmente:
  - extensiones de terceros.
  - Las innovaciones tecnológicas a medida que van apareciendo
  - Funcionalidades del propio usuario basadas en scripts
- Se beneficia de la experiencia y de la fiabilidad de los creadores del Postscript.

ID ha ido ganando los espacios de trabajo de buena parte de profesionales individuales, pequeñas agencias de publicidad y grupos editoriales reducidos. La estrategia se dirige entonces a los grandes conglomerados de publicaciones impresas con flujos de trabajo complejos. Adobe, rey del píxel y dueño del formato PDF, venía jugando sus bazas, básicamente, al nivel del fichero; pero, consciente de que el futuro sugiere "abrir el enfoque" al nivel de los procesos, decide apostar por los sistemas de gestión documental como Document Server y por incluir herramientas de control en la propia Creative Suite como Version Cue o Bridge, además del propio InCopy.

#### Otros protagonistas
A primeros de 2004, Adobe anuncia que abandona definitivamente el desarrollo de PM y lo sustituye por Adobe InDesign CS PageMaker Edition. Unos meses después, hace lo propio con FM para Mac.
Unos se van, otros llegan. Así entra en escena InCopy, un sofisticado procesador de textos dirigido a redactores y editores que trabajan en ciclos de producción basados en ID.
ID es multiplataforma. Además, la tecnología OpenType de Microsoft (MS) y Adobe garantiza una composición tipográfica exacta del texto bajo uno y otro sistema que favorece el intercambio de documentos por parte de equipos dispersos.
.

#### La polémica de la interfaz
Con el modelo de interfaz heredado de los procesadores de texto, al estilo de QXP, a medida que una aplicación crece se van añadiendo opciones de menú a varios niveles que dan acceso a cuadros de diálogo de varias pestañas, cada una de ellas atestada de casillas, listas desplegables y botones. Para acceder rápidamente a esas opciones, los profesionales disponen de combinaciones de teclado equivalentes.
El enfoque de Adobe es diferente. Con vistas a mantener un modo de trabajo consistente con Photoshop e Illustrator, y minimizar así la curva de aprendizaje, se recurre a la metáfora visual –que al artista le resultará tan familiar– de las paletas. Ahora bien, con la incorporación constante de nuevas funciones, estas pueden llegar a colonizar buena parte del área de trabajo (en una instalación simple de ID CS2 se cuentan 38 paletas). Tal aproximación funciona bien para el retoque fotográfico o las ilustraciones –que trabajan a nivel 'micro', de píxel, y generalmente con una sola imagen cada vez–; sin embargo, la maquetación requiere la interacción de muchos objetos en una página, en un pliego o, incluso, en una publicación (nivel 'macro').
En cualquier caso, la flexibilidad de ID es innegable ya que no solo se adapta, opcionalmente, a los hábitos de trabajo de usuarios experimentados, y específicamente de los familiarizados con QXP, sino que permite reconfigurar todo el mapa del teclado para acceder más rápidamente a las funciones favoritas o más usadas. 
A pesar de ello, y atendiendo a las peticiones de sus usuarios, Adobe con la Creative Suite 3 sustituye las paletas ancladas por paneles acoplables. Remodela así significativamente el modo de interacción con de la aplicación con el usuario, si bien no tanto la metáfora de trabajo.

#### Apple se pasa a Intel
A mediados de 2005 Apple anuncia que abandona los microprocesadores PowerPC de IBM para pasarse a la arquitectura Intel al año siguiente. Y en junio de 2006 Quark ya tiene en la calle la versión 7, reescrita en binario universal (UB), codificación nativa para los nuevos procesadores de los Macintosh. 
Mientras tanto, Adobe decide no alterar sus planes de desarrollo y, en lugar de distribuir actualizaciones y parches, sigue adelante con la Creative Suite 3, que finalmente ve la luz en abril de 2007. En su versión Windows está preparada para Vista, a la vez que puede ejecutarse en XP (Service Pack 2); la versión para Mac es, por fin, UB.

## Cuadro de versiones
| Versión       | Nombre clave | Publicación     | Nuevas características |
| ------------- | ------------ | --------------- | --- |
| 5.0 (CS3)     |              | Abril de 2007   | PRODUCTIVIDAD E INTERFAZ - Las paletas son sustituidas por paneles acoplables. Tres modos de visualización: extendido, reducido (nombre + icono) o de botones (iconos) - Panel de Control mejorado: más opciones contextuales en función del ancho de pantalla disponible - Nuevo panel Páginas, con vistas en miniatura - Personalización de menús, con posibilidad de eliminar o resaltar opciones - Nuevos estilos de tabla y de celda - Función "Aplicación rápida" (Quick Apply), para encontrar y aplicar formatos rápidamente, extendida para estilos, ítems de menú, scripts, variables de texto. Filtrado de búsquedas - Ajustes de imagen a marco, y viceversa, automáticos, predefinidos e incorporados como otra opción de estilo de objeto. Aplicable también a marcos sin asignar. Activables a través de los manejadores de marco INTEGRACIÓN, EXPORTACIÓN, REUTILIZACIÓN - Comando Colocar múltiple de archivos de formatos diversos, incluso documentos .indd del propio ID - Exportación a XHTML TEXTO - Panel de búsqueda ampliado con tres pestañas más: además de la clásica de Texto, ahora incorpora GREP, Glifo y Objeto - Función "Numeración y viñetas" para esquemas complejos y discontinuos - Variables de texto: campos de datos variables actualizados (fecha de creación o de modificación, hora, nombre de documento, número de páginas --página X de XX--, etc.) CREACIÓN - Generación directa de nuevos efectos de Photoshop (la paleta Transparencia pasa a llamarse ahora Efectos): Biselar y grabar, Desvanecimiento de degradado, Desvanecimiento direccional, Resplandor externo, Resplandor interno y Sombra interior - Aplicación selectiva de efectos a partes de un objeto (relleno, contorno o texto) |
| ID Server CS2 |              | Octubre de 2005 | |
| 4.0 (CS2)     | Firedrake    | Mayo de 2005    | COMPOSICIÓN Y CREACIÓN - Objetos anclados a un texto específico desde el exterior del marco - Mejoras en la paleta Localizador de trazados - convierte una forma en otra diferente, como un rectángulo de esquinas rectas en un rectángulo redondeado, en una elipse o en un polígono - cierra, abre e invierte trazados. - Rejillas base distintas para cada marco - Transformaciones múltiples - Relleno proporcional del contenido de marcos - Generación de coherencia con PDF de Adobe - Efectos de color y transparencia - Administración avanzada, segura y homogénea del color - Controles de ruido y pliego - obtener, añadiendo ruido (elementos), una textura más tosca y granulada - extender la huella de impresión de la sombra para reducir el radio de desenfoque. PRODUCTIVIDAD E INTERFAZ - Nuevos estilos de objeto - Herramientas de transición para usuarios de PageMaker - Imposición de páginas a pliegos de impresora de forma automática - Colocación de capas de PDF y de PSD - Colocación automática de varias páginas de un archivo PDF TEXTO - Arrastrar y colocar - Notas al pie de página - Pegar sin formato - Copiar y pegar con espacios - Revisión ortográfica dinámica y corrección - Administración de múltiples diccionarios de usuario - Vista previa en selector de fuentes - Opciones de importación mejoradas - Gestión avanzada de estilos - nueva pestaña en estilos de párrafo para Numeración y viñetas - carga selectiva desde un documento modelo - reasignación de estilos de Microsoft Word a estilos de InDesign - búsqueda y aplicación rápida (Quick Apply) escribiendo parte del nombre - encadenamiento - restablecer a base - recuperación automática INTEGRACIÓN, EXPORTACIÓN, REUTILIZACIÓN - Adobe Bridge (inspirado en el Navegador de Photoshop), interfaz común para compartir objetos entre las aplicaciones de la Creative Suite. - Módulos LiveEdit de comunicación con InCopy. - Version Cue 2.0 integrada con Bridge - adaptación y modelado de diseños - revisión PDF - administración de archivos externos de gestión - Muestras compartidas - Soporte XML y HTML - etiquetas XML en tablas - importación inteligente de XML - archivos XML vinculados - mejoras en el empaquetado de GoLive para edición web |
| 3.0 (CS)      | Dragontail   | Octubre de 2003 | COMPOSICIÓN Y CREACIÓN - Valores de documento personalizados - Nueva paleta Información. - Herramienta Medición: distancia entre dos puntos - Paleta vista previa del acoplador de transparencias: sombras paralelas, objetos con desvanecimiento, efectos de Photoshop o Illustrator y textos y gráficos en interacción - Comandos del localizador de trazados, para componer contornos complejos a partir de otros trazados. - Contorneo de texto mejorado para capas ocultas y objetos de pila - Editor de estilos de contorno, de rayas, puntos discontinuos, para aplicar a subrayados, tachados, filetes de párrafo y líneas PRODUCTIVIDAD E INTERFAZ - Administración del espacio de trabajo. - paleta de control contexual anclada un borde de la ventana de trabajo, con opciones de carácter, párrafo u objeto - disposición de herramientas y paletas guardables como entornos distintos para otros usuarios o modos de trabajo - paletas agrupables y contraíbles para liberar sitio en pantalla - Herramientas de administración editorial con Adobe Version Cue - gestión de proyectos - control de versiones de documentos - seguridad de ficheros - restricciones en accesos - Mejoras en el rendimiento de visualización al: - acercar o alejar imágenes de páginas, - arrastrar con la herramienta Mano - aplicar contorneo de texto - importar archivos - mover objetos: vista previa dinámica e instantánea de los efectos del desplazamiento en la composición PREIMPRESIÓN - Paleta vista previa de separaciones. - Sangrados e indicaciones no imprimibles. - Soporte de tinta mixta - combinación de una tinta plana con un barniz o con un color de proceso, para ampliar las posibilidades de publicaciones a dos colores - actualización automática de muestras al editar la muestra de base TEXTO - Editor de artículos: modo de procesador de textos para edición rápida - Estilos mixtos ("anidados"): estilos de párrafo con atributos para secuencias de caracteres. - Encabezados y pies de página en tablas. INTEGRACIÓN, EXPORTACIÓN, REUTILIZACIÓN - importación mejorada de texto: sin formato; vinculado/incrustado - exportación directa a PDF 1.5 - guardar para compatibilidad con versiones anteriores: 1.4, 1.3 - puede cumplir los estándares para producción en artes gráficas X/1-a y X/3 - exportación como capas de PDF 1.5 sin acoplar - conserva archivos multimedia, como películas y sonido - mantiene elementos interactivos para navegación, como hipervínculos, marcadores o botones - Soporte mejorado para archivos de Photoshop (PSD) - con transparencias - de 2, 3 o 4 tonos - con canales de tinta plana (también TIFF) - Validación XML a través del soporte DTD. - Asignación de estilos de carácter a etiquetas XML. - Soporte mejorado para XMP (eXtensible Metadata Platform). - Comando Empaquetar para GoLive. - Publicación web: soporte de hojas de estilo en cascada (CSS) |
| 2.0           | Annapurna    | Febrero de 2002 | - Mejora notable del rendimiento: mayor velocidad para entrar en la aplicación, abrir, guardar y cerrar documentos, formateo de textos extensos, redibujado de la pantalla al ampliar o reducir, colocar imágenes o impresión de documentos largos. - Entorno Carbon. Nativa para Mac OS X (10.1). - Creación y edición avanzada de tablas. Conversión desde hojas Excel, tablas Word o texto delimitado por tabuladores y retornos. - Aplicación de transparencias y modos de mezcla a cualquier elemento de la página. - Creación de sombras suavizadas en un texto o en cualquier objeto, que permanece editable, especificando el modo de mezcla, su color, el nivel de opacidad, el desenfoque y la distancia horizontal y vertical. - Gestión de documentos largos. La nueva función Libro reúne los archivos parciales (generalmente por capítulos), aplica los estilos uniformemente, repagina, exporta, imprime, revisa vínculos de los ficheros gráficos y su espacio de color, comprueba las tipografías y empaqueta para imprenta. - Generación de sumarios, tablas de contenido e índices. - Modo de composición multilínea mejorado. - Visualización de vista previa activa. - Paleta Glifos, con el juego completo de caracteres de la fuente. - Agrupamiento selectivo de características de fuentes OpenType a través del menú de paleta de Carácter. - Impresión mejorada. Superada la necesidad del controlador Adobe PS, es posible configurar márgenes de sangrado para cada lado de la página, así como imprimir miniaturas o páginas maestras con guías y rejilla base. Se pueden definir estilos de impresión para diversos dispositivos de salida (impresoras o filmadoras) o redirigir la salida a un archivo PostScript genérico. - Exportación a PDF mejorada; exportación directa a eBook, para libros electrónicos, y a SVG para Internet. - Los enlaces web se introducen en el documento ID sin necesidad de editarlo después como hipervínculo en Acrobat. - Soporte completo para XML, para compartir y automatizar una estructura estándar de publicación en la Web o de una base de datos para crear documentos impresos. |
| 1.5           | Sherpa       | Enero de 2000   | COMPOSICIÓN Y CREACIÓN - Copiar atributos de objetos - Duplicar objetos en la misma posición en otra página - Deformación, rotación y escalado simplificados gracias a la nueva herramienta Transformación libre - La disposición relativa ("Al frente...", "Al fondo..",...) puede actuar en el interior de una capa, no en todo el espacio de trabajo - Dibujo y borrado a mano alzada - Selección y supresión múltiple de puntos de anclaje - Estilos de punteado - Creación de formas desde un punto central - Eesolución individualizada de imágenes desde el menú contextual - Captura directa del canal alfa o de un recorte de Photoshop. Tanto uno como otro pueden convertirse en un objeto más de ID - texto siguiendo un trazado: encadenamiento, control tipográfico y de puntos de salida y de llegada GESTIÓN DEL COLOR - Vistas modificables de paleta Muestras - Valores cromáticos como nombre válido de muestra - Intensidad variable de tinta para TIFF en escala de grises y para filetes de párrafo - Arrastrar/soltar muestras - Conmutación rápida CMYK, RGB y Lab - Toma de muestras de color desde imágenes importadas - conversión de tonos directos de EPS o PDF importados en tonos compuestos - Inversión de la dirección del degradado - Definición de matices al crear estilos PRODUCTIVIDAD E INTERFAZ - Nuevas herramientas: Cuentagotas, Lápiz y Transformación libre (y opciones asociadas) - Caja de herramientas redimensionable - Punto cero de guías en la esquina superior de la página, o en medio del pliego - Gestión de vínculos al abrir el documento - Sustitución de vínculo al importar - Guías: - valores independientes para líneas horizontal y vertical de la rejilla base - disposición: al frente o detrás de la página - Nuevo modo de visualización Optimizada (sin previo de imágenes) - Estilos de impresión - Impresora PostScript virtual - Gestión del reventado además de la de Adobe in-RIP - Ampliación y reducción de objetos por teclado, con incrementos del 1 y 5% - Distribución y espaciado precisos entre objetos TEXTO - Copiar/pegar atributos de texto - Excepciones de partición y de justificación a nivel de documento - Búsqueda, enumeración y sustitución de fuentes en una única función - Alineación forzada a partir de un punto concreto - Inserción y actualización dinámica de acotaciones "Continúa en la página..." y "Viene de la página..." - Combinaciones de cambio de caja (mayúsculas/minúsculas) indiscriminado o de tipo título, frase, etc., en menú contextual o por combinación de teclas - Salto de columna, de marco o de página (a siguiente, a siguiente par o a siguiente impar) - Comienzo de estilo de párrafo en par o en impar - Identificación de fin de artículo con carácter no imprimible - Aplicación automática de estilos de párrafo a estilos de Microsoft Word con el mismo nombre - Deformación de marcos de texto y previsualisación de sus efectos en el cuerpo de la letra - Ajuste por teclado del espaciado entre palabras - Alineación vertical - Conmutación simple entre tipos de comillas - Redimensionado y rotación de imágenes incrustadas en el texto - Aplicación de contorneo a la previsualización, al contorno o al canal alfa, o bien automáticamente INTEGRACIÓN Y EXPORTACIÓN - Configuraciones predeterminadas de exportación a PDF - Gestor de módulos externos intercambiable para grupos de colaboradores |
| 1.0           | K2           | Agosto de 1999  | COMPOSICIÓN Y CREACIÓN - Páginas maestras jerárquicas (primarias/subordinadas) - Diseño de variantes visuales de fuente: relleno de caracteres con color o degradados, efectos de giro, inversión, inclinación, enmascaramiento, distorsión, etc., sin perder la editabilidad. - Simulación de fuentes perdidas, renderizado, ampliar vista de datos EPS en pantalla. - Herramientas de dibujo de polígonos y curvas Bézier - Edición en ID de curvas Bézier de Illustrator - Perfiles de color consistentes con los de Photoshop PRODUCTIVIDAD E INTERFAZ - Metáfora de trabajo basada en marcos - Paletas acoplables divididas en pestañas - Comando Deshacer ilimitado, capas extendidas, paleta de biblioteca para objetos comunes a varias publicaciones. - Múltiples ventanas con distintas partes del documento; guías como objetos: situación precisa, reunidas en una capa y posibilidad de deshacer. - Atajos de teclado personalizables - Modos de visualización de alta calidad, típica (previo de las imágenes) o en grises TEXTO - Modo de composición multilínea: ajusta el espacio entre caracteres y palabras así como los saltos de línea y la división de palabras en texto justificado considerando todo el párrafo, y no solo a partir del punto de edición. - Alineación óptica del margen. Kerning métrico/óptico EXPORTACIÓN Y REUTILIZACIÓN - Exportación directa a PDF de Adobe, sin necesidad de Distiller. - al imprimir, escritura en archivo Postscript genérico para envío a la imprenta, y datos de muestra secundarios de solo la parte visible de una imagen dentro de una ruta de recorte. |